# Вербиловка
Вербиловка — река в России, протекает по Калужской и Смоленской областям. Устье реки находится в 286 км от устья Угры по правому берегу. Длина реки составляет 13 км, площадь водосборного бассейна — 114 км². Река протекает через земли Ключиковского сельского поселения Угранского района Смоленской области и сельского поселения Деревня Долгое Мосальского района Калужской области.

## Данные водного реестра
В государственном водном реестре России указано, что река Маковка является притоком реки Вербиловка. Однако согласно картографическим данным Маковка впадает в реку Угра, а Вербиловка является притоком Маковки.

По данным государственного водного реестра России относится к Окскому бассейновому округу, водохозяйственный участок реки — Угра от истока и до устья, речной подбассейн реки — Бассейны притоков Оки до впадения Мокши. Речной бассейн реки — Ока.
Код объекта в государственном водном реестре — 09010100412110000020675.